# استان کوانگ‌بن
استان کوانگ‌بن، یکی از استان‌های کشور ویتنام با وسعت ۸۰۶۵٫۸ کیلومتر مربع و جمعیت ۸۵۷۸۱۸ نفر (سرشماری سال ۲۰۰۸) است. 

## تاریخچه
این منطقه برای مدت زیادی به سلسله ون‌لانگ تعلق داشت و پس از آن بخشی از پادشاهی چامپا بود. پس از آن مالکیت این سرزمین محل اختلاف میان چامپا و دای‌ویت بود. 

## گردشگری
پارک ملی فونگ نها-که بانگ از میراث‌های جهانی یونسکو در این استان قرار دارد.